# Les Madrigueres
La zona humida de les Madrigueres és un espai litoral d'unes 30 Ha, que comprèn l'antiga llera de la riera de la Bisbal i els terrenys inundables adjacents, situats al nord de la llera nova, entre la línia de ferrocarril i la mar. Es tracta d'un espai que no ha estat urbanitzat (només s'hi ha construït algunes edificacions aïllades i alguns equipaments relacionats amb la platja) i en general conserva encara els usos agraris tradicionals. De fet, és un dels darrers llocs del litoral català on es poden trobar vinyes, presseguers, oliverars i garrofers ben arran de platja. Originàriament la riera de la Bisbal travessava l'espai conegut com les Madrigueres i desembocava a la platja d'aquest mateix nom, al municipi del Vendrell. Als anys 50 o 60 la riera va ser desviada més cap al sud i canalitzada. Avui dia, la llera actual separa les platges de Sant Salvador i de les Madrigueres.
La llera no porta aigua en superfície, habitualment, i únicament s'inunda per sobreeiximent del nivell freàtic en èpoques de pluja. Conserva, a banda i banda, franges de tamarigar (amb Tamarix africana i Tamarix gallica, de mida considerable) així com taques de canyissar i jonquera. També, vora la platja, hi ha dunes mòbils secundàries (dunes blanques) amb Ammophila arenaria i dunes fixades. Entre els hàbitats d'interès comunitari s'hi ha citat els següents:
- 2120 Dunes movents del cordó litoral, amb borró (Ammophila arenaria)
- 2230 Dunes amb pradells dels Malcolmietalia.
- 92D0 Bosquines i matollars meridionals de rambles, rieres i llocs humits (Nerio-Tamaricetea).

Abans del projecte de recuperació del sistema dunar de les Madrigueres, la zona presentava diverses edificacions i instal·lacions, sobretot al sector proper a la platja i relacionades amb usos turístics. La zona presentava també abocaments de runes i deixalles a nombrosos punts. La intervenció consistí en la recuperació d'una llacuna de 2500 m2 i la construcció d'una passarel·la i un camí de ronda. En l'espai natural s'hi poden observar fotges, cabussets i el corriol camanegre.
L'espai és travessat per la carretera (o carrer) que uneix la platja de Calafell amb Sant Salvador i limita al nord amb la línia de ferrocarril i a l'oest amb la llera nova, canalitzada. Hi ha també, vora la platja, un búnquer de la guerra civil. Es tracta d'una zona d'elevat interès paisatgístic i conservacionista, pel seu caràcter singular en un entorn litoral totalment urbanitzat.
La platja de les Madrigueres és l'única del Baix Penedès on es practica de manera habitual el nudisme.